# Stéphane Zubar
Stéphane Zubar (n. 9 octombrie 1986, Pointe-à-Pitre, Guadelupa) este un fotbalist francez care evoluează la echipa Bournemouth pe postul de fundaș.

## Carieră
A debutat pentru FC Vaslui în Liga I pe 27 februarie 2009 într-un meci terminat la egalitate împotriva echipei Steaua București.

## Personal
Stéphane are un frate mai tânăr care se numește Ronald Zubar, acesta este tot fotbalist, fiind legitimat la Wolverhampton Wanderers.